# Камські Поляни
Кáмські Поля́ни (тат. Кама Аланы) — селище міського типу в Нижньокамському районі Татарстану в Росії.
Утворює міське поселення селище міського типу Камські Поляни.
Населення — 13 910 ос. (2021).
Розпорядженням Уряду РФ від 29 липня 2014 року №1398-р «Про затвердження переліку мономіст» селище включено в категорію «Монопрофільні муніципальні утворення Російської Федерації (мономіста), в яких є ризики погіршення соціально-економічного становища».

## Загальні відомості
Розташоване на лівобережжі Ками (Камська затока Куйбишевського водосховища), у 35 км на південний захід від Нижньокамську і за 49 км на схід від Чистополя. Житлові масиви знаходяться за 2,5 км від берега водосховища. Уздовж східної околиці селища протікає річка Вязовки.
У 8 км на захід від житлових масивів знаходиться майданчик недобудованої Татарської АЕС.
Є пристань на Камі. Автодороги Чистопіль — Нижньокамськ, Камські Поляни — Шереметьєвка — Заїнськ.
Планується проведення референдуму щодо присвоєння Камським Полянам статусу міста.

## Історія
За деякими даними, поселення тут заснували селяни-втікачі ще за Івана Грозного. Офіційно визнано селом із XVIII століття. Селище на місці села було збудовано у 1981 році у зв'язку з будівництвом АЕС. Будівництво АЕС припинено у квітні 1990 року за рішенням Верховної Ради Татарської АРСР.

## Экономика
У селищі зведено об'єкти з переробки полімерів у рамках створення індустріального парку площею 15 га. ТОВ «Керуюча компанія „Індустріальний парк Камські Поляни“» — містоутворююче підприємство, на якому працюватиме понад чверть працездатного населення міста (на даний момент працює близько 300 осіб). Основна частина населення працює в Нижньокамську вахтовим методом.

## Культура, освіта, медицина
У Камських Полянах діють міська лікарня; реабілітаційний центр; дільничний ветеринарний пункт; МФЦ; спорткомплекс Батир.
Є сучасний кінотеатр на 165 місць, на базі якого відкрито культурний центр "Чулман-Су". 2020 року к/ц «Чулман-Су» пережив друге життя, пройшовши капітальний ремонт будівлі та приміщень. 2008 року відкрито Льодовий палац «Олімпія». У 2015 році в рамках року Парків та скверів Республіки Татарстан у Камських Полянах з'явилися два громадські простори – Парк Перемоги та Сквер Молодіжний. У 2017 році було продовжено роботи з розширення території Скверу «Молодіжний». Цього ж року було створено територію набережної-пляжу «Мандарин». У 2018 році збудовано басейн «Аквамарин». У 2020 році поруч із басейном «Аквамарин» збудовано сучасний ЕКО-Парк «Оазис». 2022 року на території Камських Полян з'явиться ще один громадський простір під назвою «Шкільний бульвар».
У селищі діють дві загальноосвітні школи, дитяча музична школа, дитячо-юнацька спортивна школа, художня школа, православна недільна школа при Храмі святих безсрібників та чудотворців Косми та Даміана, татарська недільна школа, Камсько-Полянська філія Нижньокамського багатопрофільного коледжу, ЦДТ «Райдуга», М/Ц «Алан».